# Пирес, Джуллиам
Джуллиам (порт. Jhulliam), полное имя Джуллиам Бомфим Сантос Пирес (порт. Jhulliam Bonfim Santos Pires ; 4 апреля 1988, Вера-Крус, Бразилия) — бразильский футболист, полузащитник клуба «Итабаяна».

## Карьера
В Бразилии Джуллиам играл за клубы «Галисия», «Мадри-ди-Деус», «Жуазейру», «Шан-Гранди».
В июле 2013 года футболист подписал контракт с тираспольским «Шерифом». В сезоне 2013/14 вместе с командой пробился в групповой этап Лиги Европы. 25 сентября 2013 года сделал хет-трик в матче чемпионата против «Сперанцы». В составе команды стал чемпионом Молдавии сезона 2013/14.
26 августа 2014 года Джуллиам подписал контракт с клубом Североамериканской футбольной лиги «Инди Илевен». За клуб из Индианаполиса дебютировал 13 сентября 2014 года в матче против «Эдмонтона». 11 октября 2014 года в матче против «Миннесоты Юнайтед» забил свой первый гол в NASL. По окончании сезона 2014 «Инди Илевен» не стал продлевать контракт с Джуллиамом.

## Достижения
- Чемпион Молдавии: 2013/14